# Ночные снайперы
«Ночны́е сна́йперы» — российская рок-группа, основанная в 1993 году Дианой Арбениной и Светланой Сургановой. Постоянный участник крупнейших российских рок-фестивалей («Нашествие», «Максидром», «Крылья», «Рок над Волгой»). Наибольшую известность получили такие песни коллектива, как «31-я весна», «Ты дарила мне розы», «Катастрофически», «Асфальт», «Морячок», «Актриса», «Секунду назад».
В декабре 2002 года Светлана Сурганова покинула группу, позже создав коллектив «Сурганова и оркестр». Название «Ночные Снайперы» сохранилось за группой, в которой в настоящее время солирует Диана Арбенина.

## История

### 1990-е годы
Датой рождения группы «Ночные снайперы» считается 19 августа 1993 года. В этот день в Санкт-Петербурге произошло знакомство Дианы Арбениной и Светланы Сургановой. Первоначально коллектив существовал в виде акустического дуэта.
Первое выступление в такой форме произошло на II Всероссийском фестивале авторской песни осенью 1993 года, после чего Диана Арбенина вернулась в Магадан, где проживала на тот момент, и деятельность дуэта временно прекратилась.
В ноябре 1993 года Светлана Сурганова приняла решение отправиться в Магадан вслед за напарницей, и дуэт восстановил творческую деятельность. В течение полугода девушки регулярно выступали с концертами в местном казино «Империал», в Магаданском университете, где в то время училась Диана Арбенина, а также провели ряд квартирников и домашних концертов, аудиозаписи которых стали особо ценными для фанатов группы раритетами. Именно в этот период дуэт получил имя «Ночные снайперы». По легенде, идею столь необычного названия группы подал таксист, поздним вечером подвозивший участниц и принявший музыкальные инструменты в футлярах за зачехлённое оружие.
Став лауреатами регионального тура Всероссийского музыкального конкурса «Студенческая весна-1994», «Ночные снайперы» в мае 1994 года выехали в Самару для участия в финальном туре конкурса, после чего прибыли в Петербург. Первый большой питерский концерт дуэта состоялся в клубе «Засада» летом 1994 года (продюсером концерта был Константин Арбенин). Последующие несколько лет творческая жизнь «Ночных снайперов» была связана с этим городом.
«Ночные снайперы» принимали участие в ряде фестивалей, творческих акций, различных мероприятий, проводившихся представителями андеграундной, рок-н-рольной культуры города, выступали с авторскими программами в небольших клубах, устраивали квартирники.
В 1996 году группа впервые выехала на зарубежные гастроли, посетив студенческий фестиваль в Дании (хотя сами участницы группы эту поездку настоящими гастролями не считают). Тогда же неформальным издательством «Спи дедъ» были выпущены первые авторские поэтические сборники Дианы и Светланы: «Цель» (тексты песен) и «Дрянь» (тексты «антипесен»).
В феврале 1997 года «Ночные снайперы» впервые обрели электрический состав и в течение последующих двух лет чередовали акустические выступления с электрическими, выступая с ритм-секцией питерской группы «Союз коммерческого авангарда» (СКА) — Юрием Дегтяревым, Алексеем Ивановым и с соло-гитаристом группы «Вакуум» Денисом Дулицким.
В июне 1997 года при поддержке журналиста Вилли Пшеничного, выложившего несколько их песен на своем сайте, «Ночные снайперы» получили известность в Интернете. С помощью музыкантов из групп «Ульме», «Кузя BAND» и некоторых других «Ночные снайперы» записали на различных студиях Петербурга ряд композиций, которые изначально распространялись во время концертов группы в кассетном варианте, а впоследствии вошли во второй официальный альбом группы «Детский лепет».
Получив высшее образование, Диана и Светлана решают заняться музыкой профессионально. Летом 1998 года в лектории питерского Зоопарка «Ночные снайперы» записывают первый официальный альбом «Капля дегтя/В бочке меда» и издают его на кассетах при поддержке своего первого администратора Р. Сунгатуллина. В конце 1998 года продюсером «Ночных снайперов» становится журналист Светлана Лосева, которая организует выступление дуэта на фестивале женского вокала «Сирин» (Тюмень) и знакомит их с бывшими музыкантами группы «Наутилус Помпилиус» Игорем Копыловым (бас-гитара) и А. Потапкиным (барабаны). С января 1999 года снайперы выступают уже в новом электрическом составе.
В 1999 году «Ночные снайперы» издают альбом «Детский лепет» (записи прошлых лет), записывают сингл «Алмазный британец» (электрический) и альбом «Канарский» (акустический, издан в 2008 году на виниловом носителе). Продюсер Светлана Лосева добивается появления песен Снайперов на радио и телевидении — главным образом в петербургском эфире; клубные выступления группы становятся регулярными, в мае 1999 года «Ночные снайперы» впервые выступают в Москве. Тогда же появляется первый официальный сайт «НС» (администратор — А. Канарский).

### 2000-е годы
В 2000 году состав группы меняется: уходит Альберт Потапкин, появляются Иван Иволга и Сергей Сандовский. «Ночные снайперы» выезжают с первыми «настоящими» гастролями в США и Германию, записывают электрический альбом «Рубеж», и благодаря попаданию песни «31 весна» с этого альбома в ротацию на «Нашем радио», осенью 2000 года приобретают всероссийскую известность. В декабре 2000 года группа подписывает контракт на издание альбома с компанией «Real Records».
В 2001 году, после релиза аудио- и видеоверсии альбома «Рубеж» группа осуществляет несколько гастрольных туров по России и странам СНГ с электрической программой, участвует во многих музыкальных фестивалях, регулярно появляется в эфире общероссийских телеканалов и крупнейших радиостанций. Барабанщиком группы становится Д. Горелов. В декабре 2001 года в клубе «Бармалей» в ходе очередного электрического концерта записывается альбом «Живой» (издан в 2002 году в аудио и видеоформате).
В 2002 году в Киеве начинается запись очередного альбома «Ночных снайперов» — «Цунами» (издан в декабре 2002 года). Среди наиболее заметных выступлений этого года — два выезда в Израиль (январь и август 2002 г.) и два больших акустических концерта (МХАТ и ДК Ленсовета), приуроченных к выпуску переиздания двойного акустического альбома «Капля дегтя/В бочке меда». Новым продюсером группы становится Александр Пономарев, а вместо ушедшего Игоря Копылова бас-гитаристом становится Дмитрий Честных. Осенью 2002 года издаётся сборник текстов песен, антипесен и картин Д. Арбениной и С. Сургановой «Патронташ».
Уже с 2001 года упорно ходили слухи о предстоящем уходе Светланы Сургановой из «Ночных снайперов», но на прямые вопросы журналистов обе основательницы группы отвечали отрицательно. Тем не менее, через несколько дней после релиза четвёртого альбома «Цунами», 17 декабря 2002 года, Сурганова действительно уходит. Когда на концерте 20 декабря 2002 год поклонники, не увидев на сцене Светлану, начинают скандировать её имя, Диана Арбенина объявляет, что Сурганова покинула группу. Её уход надолго становится темой для обсуждения. Подробности разрыва так и остались неизвестными, комментаторы лишь констатируют давно назревшие личные и творческие разногласия; в своих интервью, данных после 17 декабря, обе основательницы группы сходятся на том, что Диана попросила Светлану покинуть группу, и та согласилась. Светлана в 2003 году собрала коллектив под названием «Сурганова и оркестр», в составе которого продолжает выступать по сей день.
В 2003 году в постоянном составе группы Дианы Арбениной впервые появляется клавишник (сначала Алексей Самарин, затем — Айрат Садыков). В феврале 2003 г. происходит крупнейшее в истории группы сольное выступление — в спорткомплексе «Лужники». На акустическом концерте во МХАТе в мае 2003 г. записывается альбом «Тригонометрия». Релиз диска состоялся в октябре; к этому событию был приурочен концерт в ДК Горбунова. 10-летие группы было отмечено двойным концертом в клубе «Б2».
В 2004 году бас-гитаристом группы становится Фёдор Васильев. Летом группа Дианы Арбениной принимает участие в фестивале «Ночь русского рока» в Берлине, а осенью выпускает пятый альбом «SMS». Продолжается традиция акустических концертов во МХАТе и ДК Ленсовета, на этот раз программа называется «Суперакустика», где экспериментально одними голосами было исполнено четыре композиции совместно с акапельной группой RAIN DROPS.
Главное событие в жизни группы в 2004 году — лидер группы Диана Арбенина стала лауреатом российской независимой премии «Триумф» «За достижения в области литературы и искусства». В этом же году группа приняла участие в двух совместных проектах: с японским музыкантом Кадзуфуми Миядзавой (проект «Симаута»), после чего стала первой российской группой выступившей на международном японском фестивале «Фудзи-рок»; и с российской группой «Би-2» (проект «Нечётный воин»). В этом же году Диана Арбенина выпускает собственный сборник антипесен «Катастрофически».
В 2005 году был выпущен очередной живой акустический альбом «Тригонометрия-2» — запись с майского концерта во МХАТе, а в Японии издан альбом «Кошика». Осенью 2005 года состоялись первые гастроли в Швейцарии.
В 2006 году альбом «Кошика» был переиздан в России. В первой половине года состоялись гастроли группы в США (Бостон) и Израиле, а Диана Арбенина принимала участие в концертах «Своя колея» (памяти В. С. Высоцкого) и «Памяти Булата Окуджавы» в Переделкино, а также провела несколько акустических выступлений. Клавишником группы вместо Айрата Садыкова стал Андрей Титков, а покинувшего группу в конце 2006 года басиста Фёдора Васильева сменил Дмитрий Максимов.
В январе 2007 года группа провела гастрольный тур по 5 городам США; также в этом году она выступила в Израиле, Казахстане, Белоруссии, на Украине; дала несколько туров по России. В общей сложности было проведено более 70 концертов. В апреле был выпущен шестой альбом — «Бонни и Клайд», релизу которого предшествовала активная пиар-кампания на телевидении и в прессе. В августе 2007 года был издан сборник стихов и прозы Дианы Арбениной под названием «Дезертир сна». Позднее, в начале 2008 года, был издан диск «Дезертир сна: я говорю», с авторским чтением отдельных поэтических произведений. В конце 2008 года выпущена очередная книга Дианы Арбениной — «Колыбельная по-снайперски». Это сборник, представляющий собой внежанровое полотно из 366 снов, яви и авторских иллюстраций.
9 сентября 2009 года состоялся релиз седьмого альбома «Армия2009». В него вошёл CD-диск, содержащий 12 основных треков, 2 бонусных трека и DVD-диск, содержащий 5 клипов. Одним из бонус-треков стала песня «Прекрасных дней», спетая совместно с Михаилом Козыревым. Также альбом «Армия2009» был выпущен в формате MP3, записанным на флешки и MP3-плееры, оформленные в стиле альбома.
25 января 2010 года вместе с журналом «Гаврош» выходит сингл «Кандагар».

### 2010-е годы
В декабре 2011 года группу покинул бас-гитарист Дмитрий Максимов.
В 2011 году концертный электрический сезон «Ночных снайперов» дополнился сольной акустикой Дианы Арбениной. Начавшись в столичном клубе Б2, сольный акустический тур охватил Россию, Беларусь, Украину, США и Канаду. Итоговым концертом года стал также сольный концерт Арбениной в Зале им. Чайковского. В том же году «Ночные снайперы» выпустили 2 live-релиза — «Мотофозо: 35 юбилейных песен» и «Армия-тур. Финал», а также клип на песню Fly с альбома «Армия2009» (режиссёр — Ирина Оренова).
В 2011, а затем и в 2012 гг. Диана Арбенина в качестве звездного тренера принимает участие в украинском музыкальном проекте телеканала «1+1» «Голос страны». Два сезона подряд победителями вокального шоу становятся подопечные Дианы — Иван Ганзера в первом сезоне и Павло Табаков во втором.
В апреле 2012 года в издательстве «АСТ» выходит новая книга Дианы Арбениной «Аутодафе». В неё вошли стихи и тексты песен — от самых ранних, но ранее не издававшихся, до недавних, написанных в 2011—2012 гг. Иллюстрации к «Аутодафе» выполнила питерская художница и давний друг «Ночных снайперов» Виолетта Суровцева.
В сентябре 2012 года состоялся релиз нового, восьмого студийного, альбома «4». Несколько песен стали концертными и радио-хитами ещё до выхода пластинки: «Бунин», «Гугл», «Что мы делали прошлым летом», «Толиутротолиночь», There Is No Good In Goodbye. Сразу после релиза «Ночные снайперы» отправились в гастрольный тур. Коллектив не только представляет на просторах России, стран СНГ и Балтии, а в будущем США, Канады, Израиля, Германии беспрецедентную программу со специально созданными видеорядами, выстроенной драматургией скорее по законам кино, нежели чистого рок-н-ролла, но и дарят каждому пришедшему на концерты зрителю специальное издание нового альбома.
27 мая 2013 года Диана Арбенина на официальном сайте группы заявила о выходе двойного акустического альбома «Акустика. Песни как они есть» в честь 20-летия группы, релиз которого запланирован на 19 августа. 31 мая состоялся релиз сингла «Фиеста» на сайте Planeta.ru, в который вошли 2 песни: «Фиеста» и «Я люблю того, кто не придёт».
12 июля 2013 года в Чартовой дюжине состоялась премьера новой песни «Демоны», 13 сентября — ещё одной новой песни «Да. Так начинается жизнь». Песни были записаны Дианой Арбениной с привлечением сессионных музыкантов.
5 декабря 2013 года состоялся большой юбилейный концерт Дианы Арбениной «XX лет на сцене». Он состоял из двух частей. В первой части Диана Арбенина представила свою программу. Во второй части специальным гостем была группа «Ночные снайперы». Всего было исполнено 38 песен и прочитано 6 стихотворений. Заключительной песней стала композиция «Кошка московская». Вместе с Дианой и группой на сцену вышло 100 человек — Снайперский хор, состоящий из поклонников творчества группы.
В конце декабря 2013 года было объявлено об изменении состава группы «Ночные снайперы»: коллектив покинули соло-гитарист Иван Иволга и клавишник Андрей Титков. Первый концерт группы в обновленном составе состоялся 13 января 2014 года: новым соло-гитаристом стал Денис Жданов, а от использования клавишных инструментов Снайперы решили временно отказаться.
Во второй половине января 2014 года Диана Арбенина впервые едет с акустическими концертами с туром по странам Юго-Восточной Азии; находясь в Таиланде, она записывает с сессионными музыкантами альбом «Мальчик на шаре» (релиз — 9 июля 2014 г.). Там же происходят съемки клипа на песню «Да. Так начинается жизнь» (релиз — 28 апреля 2014 г.)
В марте 2014 года «Ночные снайперы» дают концерты в Москве (клуб «Арена») и в Санкт-Петербурге (петербургская Консерватория) с программой Unplugged, в которой вместе с участниками группы выступили приглашенные музыканты. Также в период с февраля по май 2014 года продолжался гастрольный тур «Ночных снайперов» по России и за её пределами, в рамках которого чередовались электрические концерты юбилейного тура группы и сольные акустические концерты Дианы Арбениной. Этот этап тура охватил более 30 городов России и 10 стран мира.
Одним из ключевых событий 2014 года для «Ночных снайперов» стало выступление на фестивале «Нашествие» 5 июля 2014 года, где группа отыграла всю программу совместно со Снайперским хором. Также в первой половине июля состоялся праздничный «марафон» из шести концертов, приуроченных ко дню рождения лидера группы Дианы Арбениной и презентации альбома «Мальчик на шаре».
5 февраля 2016 года выходит девятый альбом группы «Выживут только влюблённые». По словам лидера группы Дианы Арбениной, «С этой пластинки стартанет, я думаю, какая-то новая история, потому что она очень непохожа на все, что делали „Снайперы“». Альбом номинируется на Реальную премию MusicBox как «Альбом года». Группа выступает на премии и, после номинации в 2015 году в категории «Рок года», на второй год становится лауреатом в этой категории.
4 ноября 2018 года группа выступила в Олимпийском с программой «Первая четверть», тем самым отметив 25 летие группы.
29 марта 2019 года «Ночные снайперы» выступили с той же программой в Санкт-Петербурге в «Ледовом».
На этих концертах произошло знаковое событие: впервые со дня расставания Диана Арбенина и Светлана Сурганова снова вышли вместе на одну сцену. В дуэте были исполнены песни «Солнце», «Кошка московская», «На границе», «Уп-тау-ду» и «Внезапно». Светлана Сурганова призналась, что предложение принять участие в концертах приняла без колебаний.
8 июля 2019 года, в день рождения Дианы Арбениной, вышел десятый студийный альбом группы «Невыносимая легкость бытия», известный своми хитами «расскалённые» и «инстаграм». «Название альбома — „Невыносимая легкость бытия“ — одновременно заставляет нас задуматься о своем месте в мире, не занимаясь привычной для музыкантов рефлексией», — говорит Диана Арбенина.

### 2020-е годы
В феврале 2020 года состоялась презентация первой авторизованной биографии «Ночные снайперов». Идея написания и авторство книги принадлежат музыкальному журналисту Михаилу Марголису, который хорошо знаком с Арбениной и активно консультировался с ней в процессе работы. Полное название книги: «Редкая птица. Первая авторизованная биография Дианы Арбениной и группы „Ночные снайперы“».
8 июля 2020 года вышел одиннадцатый студийный альбом группы «O2». «Рок-н-ролл о любви и чувственности, доведенный до совершенства. Дерзость, отчаянная жажда свободы действия и влюбленность в каждую секунду нашей быстротечной жизни. Этот альбом еще раз напоминает, что любовь — это действие. Свобода — в нас. А сила — в движении. Здесь не место для тайн, каждая композиция сразу, с первых тактов заявляет о себе, не оставляя ненужной пелены, которой так любят блеснуть молодые музыканты. Зрелый, сыгранный альбом музыкантов, знающих и любящих свое дело.» — рассказала о новом альбоме Диана Арбенина.
4 декабря 2020 года был издан первый альбом ремиксов «Ночных снайперов» под названием «Remixes». Танцевальные версии популярных композиций группы были созданы музыкантами и диджеями Slider & Magnit Remix совместно с Дианой Арбениной специально для большого концерта «Невыносимая легкость бытия», состоявшегося 14 февраля 2020 года, и ни до, ни после нигде не публиковались. Вокальные партии для каждой песни Арбенина записывала отдельно.
19 августа 2021 года, в свой 28-й день рождения, группа выпустила неномерной (то есть, не входящий в официальную дискографию) альбом-сборник «1993 Vol.1». В него вошли 12 песен Д. С. Арбениной, написанные в разные годы, начиная с 1993-го и заканчивая 2016-м, и впервые аранжированные группой. 
В 2022 году Диана Арбенина осудила вторжение России на Украину. В апреле 2022 года на концерте в Челябинске Арбенина исполнила песню «Не молчи». Впоследствии в нескольких городах России были отменены концерты группы после доносов, в связи с чем 10 апреля 2023 года состоялся онлайн-концерт.
8 июля 2023 года группа выступила на стадионе Открытие Банк Арена с юбилейным концертом, отметив 30-летие группы.
26 апреля 2024 года группа выпустила мини-альбом Live Ulyss 2024, который предваряет выход нового, 12-го номерного альбома «Улисс».

## Состав
Схема охватывает период 1993 — 2023. Во время участия в группе умерли Сандовский и Титков.
28 сентября 2024 года группу покинул соло-готарист Денис Жданов. Его заменил и 10.11.2024 вышел на свой первый концерт с Ночными снайперами Андрей Звонков.

## Дискография

### Студийные альбомы
- 1998 — «Капля дёгтя в бочке мёда»
- 1999 — «Детский лепет»
- 2001 — «Рубеж»
- 2002 — «Цунами»
- 2004 — «SMS»
- 2007 — «Бонни & Клайд»
- 2009 — «Армия2009»
- 2012 — «4»
- 2016 — «Выживут только влюблённые»
- 2019 — «Невыносимая лёгкость бытия»
- 2020 — «O2»

### Концертные альбомы
- 2002 — «Живой»
- 2003 — «Тригонометрия»
- 2005 — «Тригонометрия-2»
- 2009 — «Живаго в Лужниках»
- 2023 — «Live: Концерт на стадионе „Спартак“ 8 июля 2023»
- 2024 — «Симфоническая акустика двух столиц» (aka «31-я весна») (август-2024 - к 31-летию коллектива)

### Сборники, другие альбомы
- 2005 — «Koshika»[15] (совместно с Кадзуфуми Миядзавой (宮沢和史)
- 2008 — «Канарский» (демо-альбом 1999 года, издан на виниле в 2008 году)
- 2018 — «the best 25» (сборник лучших композиций концерта, посвященному 25-летию группы)
- 2020 — «Remixes» (сборник ремиксов)
- 2021 — «1993 Vol.1» (неномерной альбом к 28-му Дню рождения группы; релиз состоялся именно 19.08.2021)

### Синглы, мини-альбомы
- 1999 — «Алмазный британец» (promo, мини-альбом)
- 2003 — «Кармен. Музыка к фильму» (сингл)
- 2005 — «Симаута» (совместно с Кадзуфуми Миядзавой (宮沢和史))
- 2009 — «Южный полюс» (сингл)
- 2010 — «Кандагар» (сингл)
- 2017 — «Разбуди меня» (сингл)
- 2017 — «Цой» (сингл)
- 2017 — «Грустные люди» (сингл)
- 2018 — «Инстаграм» (сингл)
- 2018 — «Раскалённые» (сингл)
- 2018 — «Если не слабо» (сингл)
- 2019 — «#Рингтоном» (сингл)
- 2019 — «Гавань» (сингл)
- 2019 — «Рим» (сингл)
- 2020 — «Эксперимент» (сингл)
- 2020 — «Казино» (сингл)
- 2020 — «Гопник» (сингл)
- 2020 — «Камень» (сингл)
- 2021 — «Метео» (сингл)
- 2022 — «Шарм» (сингл)
- 2022 — «Эйфория» (сингл)
- 2022 — «SHUBA» (сингл)
- 2023 — «Соловьи» (сингл)
- 2023 — «Один» (сингл)
- 2023 — «Андрей» (сингл)
- 2023 — «Бог ушёл» (сингл)
- 2024 — Live Ulyss 2024 (мини-альбом)
- 2024 —  «Исключённый из времени» (мини-альбом)
- 2024 —  «Не смотри на меня» (сингл)
- 2024 —  «Обстоятельства» (сингл)
- 2025 —  «15 границ» (сингл)

### Неизданные альбомы
- 1994 — «Первая пуля» (неизданный магнитоальбом)
- 1995 — «Вторая пуля» (неизданный магнитоальбом)

## Видеография
| Год  | Клип                                    |
| ---- | --------------------------------------- |
| 1999 | «Колыбельная по-снайперски»             |
| 2000 | «Питерская»                             |
| 2001 | «31-я весна»                            |
| 2001 | «Кошка»                                 |
| 2002 | «Ты дарила мне розы»                    |
| 2002 | «Катастрофически»                       |
| 2003 | «Только ты»                             |
| 2004 | «Асфальт»                               |
| 2004 | «Юго 2»                                 |
| 2005 | «Куба»                                  |
| 2005 | «Единая земля»                          |
| 2005 | «Медленная звезда»                      |
| 2006 | «Актриса»                               |
| 2006 | «Светофоры»                             |
| 2006 | «Кукуруза»                              |
| 2007 | «Морячок»                               |
| 2008 | «Прекрасных дней»                       |
| 2010 | «Лети моя душа»                         |
| 2010 | «Армия»                                 |
| 2011 | «Fly»                                   |
| 2013 | «Иди ко мне»                            |
| 2013 | «Демоны»                                |
| 2014 | «Да. Так начинается жизнь»              |
| 2015 | «Ma vie»                                |
| 2015 | «Тише и тише» (feat. Би-2, OST «Клинч») |
| 2015 | «этонемне»                              |
| 2015 | «История»                               |
| 2017 | «оченьхотела»                           |
| 2017 | «Разбуди меня»                          |
| 2017 | «ЦОЙ»                                   |
| 2018 | «Грустные люди»                         |
| 2018 | «Инстаграм»                             |
| 2018 | «Короны»                                |
| 2019 | «Раскалённые»                           |
| 2019 | «#Рингтоном» (lyric video)              |
| 2019 | «#Рингтоном»                            |
| 2020 | «Гавань»                                |
| 2020 | «Рим»                                   |
| 2020 | «Казино»                                |
| 2020 | «Секунду назад»                         |
| 2021 | «Авиарежим»                             |
| 2022 | «Эйфория»                               |
| 2023 | «Соловьи»                               |
| 2023 | «Один»                                  |
| 2024 | «О.С» OST «Обоюдное согласие»           |
| 2024 | «Андрей»                                |
| 2024 | «Исключённый из времени» (mood video)   |
| 2024 | «Не смотри на меня»                     |
| 2024 | «Обстоятельства» (lyric video)          |

## Кавер-версии
1. Ваня Дмитриенко - «31-я весна» (прозвучала в живом исполнении в эфире «Битвы поколений» на телеканале «Муз-ТВ» (выпуск впервые вышел в эфир 24 сентября 2022 г.); также есть студийная версия)
2. Ирина Салтыкова - «Секунду назад» (прозвучала в живом исполнении в эфире третьего сезона шоу "Суперстар! Возвращение" на телеканале НТВ 13 ноября 2022 г.)